# Indoor Meeting Karlsruhe

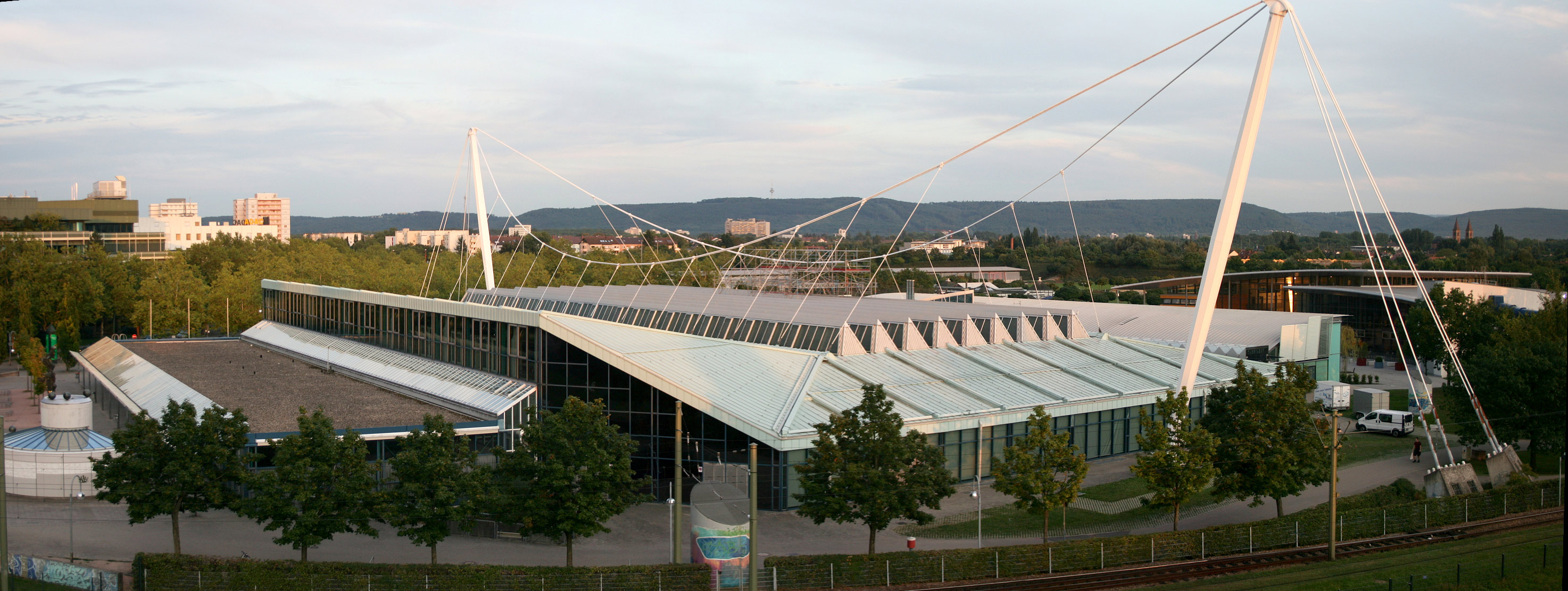
Hala v Karlsruhe

Indoor Meeting Karlsruhe (do roku 2005: LBBW Meeting, v letech 2006 – 2012: BW-Bank Meeting) je mezinárodní halový atletický mítink, který se koná každoročně od roku 1985 v německém Karlsruhe v Europahalle. 29. ročník se uskutečnil 2. února 2013.

## Rekordy mítinku
O jeden z nejlepších výkonů mítinku se postarala 10. února 2008 Švédka Susanna Kallurová, která zde časem 7,68 s zaběhla dosud platný halový světový rekord v běhu na 60 m překážek. Světový rekord zde vytvořil v roce 1998 také Etiopan Haile Gebrselassie, který zaběhl tříkilometrovou trať v čase 7:26,15. Dodnes se jedná o druhý nejrychlejší čas zaběhnutý v hale. Třetí nejrychlejší půlku v hale (1:44,15) zde předvedl v roce 2001 Rus Jurij Borzakovskij.

### Muži
| Disciplína    | Rekord  | Jméno atleta             | Národnost | Datum          |
| ------------- | ------- | ------------------------ | --------- | -------------- |
| 60 m          | 6,45 s  | Ronald Pognon            | Francie   | 13. únor 2005  |
| 200 m         | 20,61 s | Tobias Unger             | Německo   | 13. únor 2005  |
| 300 m         | 32,19 s | Robson da Silva          | Brazílie  | 24. únor 1989  |
| 400 m         | 46,11 s | Thomas Schönlebe         | NDR       | 11. únor 1990  |
| 800 m         | 1:44,15 | Jurij Borzakovskij       | Rusko     | 27. leden 2001 |
| 1000 m        | 2:17,01 | Mehdi Baala              | Francie   | 13. únor 2005  |
| 1500 m        | 3:33,08 | Daniel Kipchirchir Komen | Keňa      | 13. únor 2005  |
| 1 míle        | 3:53,74 | Jens-Peter Herold        | Německo   | 1. březen 1994 |
| 2000 m        | 4:56,23 | Jens-Peter Herold        | Německo   | 6. březen 1993 |
| 3000 m        | 7:26,15 | Haile Gebrselassie       | Etiopie   | 25. leden 1998 |
| 60 m přek.    | 7,38 s  | Allen Johnson            | USA       | 22. únor 1995  |
| Skok do výšky | 2,31 m  | Troy Kemp                | Bahamy    | 1. březen 1994 |
| Skok o tyči   | 5,83 m  | Renaud Lavillenie        | Francie   | 2. únor 2013   |
| Skok daleký   | 8,38 m  | Larry Myricks            | USA       | 7. únor 1998   |
| Trojskok      | 17,46 m | Jadel Gregório           | Brazílie  | 15. únor 2004  |

### Ženy
| Disciplína    | Rekord  | Jméno atletky        | Národnost | Datum          |
| ------------- | ------- | -------------------- | --------- | -------------- |
| 60 m          | 7,04 s  | Irina Privalovová    | Rusko     | 11. únor 1996  |
| 200 m         | 22,50 s | Irina Privalovová    | Rusko     | 31. leden 1992 |
| 400 m         | 50,84 s | Helga Arendtová      | Německo   | 7. únor 1998   |
| 800 m         | 1:57,48 | Maria Mutolaová      | Mosambik  | 15. únor 2004  |
| 1500 m        | 4:01,90 | Kutre Dulecha        | Etiopie   | 15. únor 2004  |
| 3000 m        | 8:35,28 | Meseret Defarová     | Etiopie   | 2. únor 2013   |
| 60 m přek.    | 7,68 s  | Susanna Kallurová    | Švédsko   | 10. únor 2008  |
| Skok do výšky | 2,05 m  | Ariane Friedrichová  | Německo   | 15. únor 2009  |
| Skok o tyči   | 4,76 m  | Silke Spiegelburgová | Německo   | 13. únor 2011  |
| Skok daleký   | 7,06 m  | Heike Drechslerová   | Německo   | 31. leden 1994 |
| Trojskok      | 14,88 m | Yamilé Aldama        | Kuba      | 29. leden 2003 |